# 대부도서관
대부도서관은 경기도 안산시 단원구에 있는 시립 도서관이다.

## 연혁
- 2015년 11월 12일 개관.